# Pocket-Computer

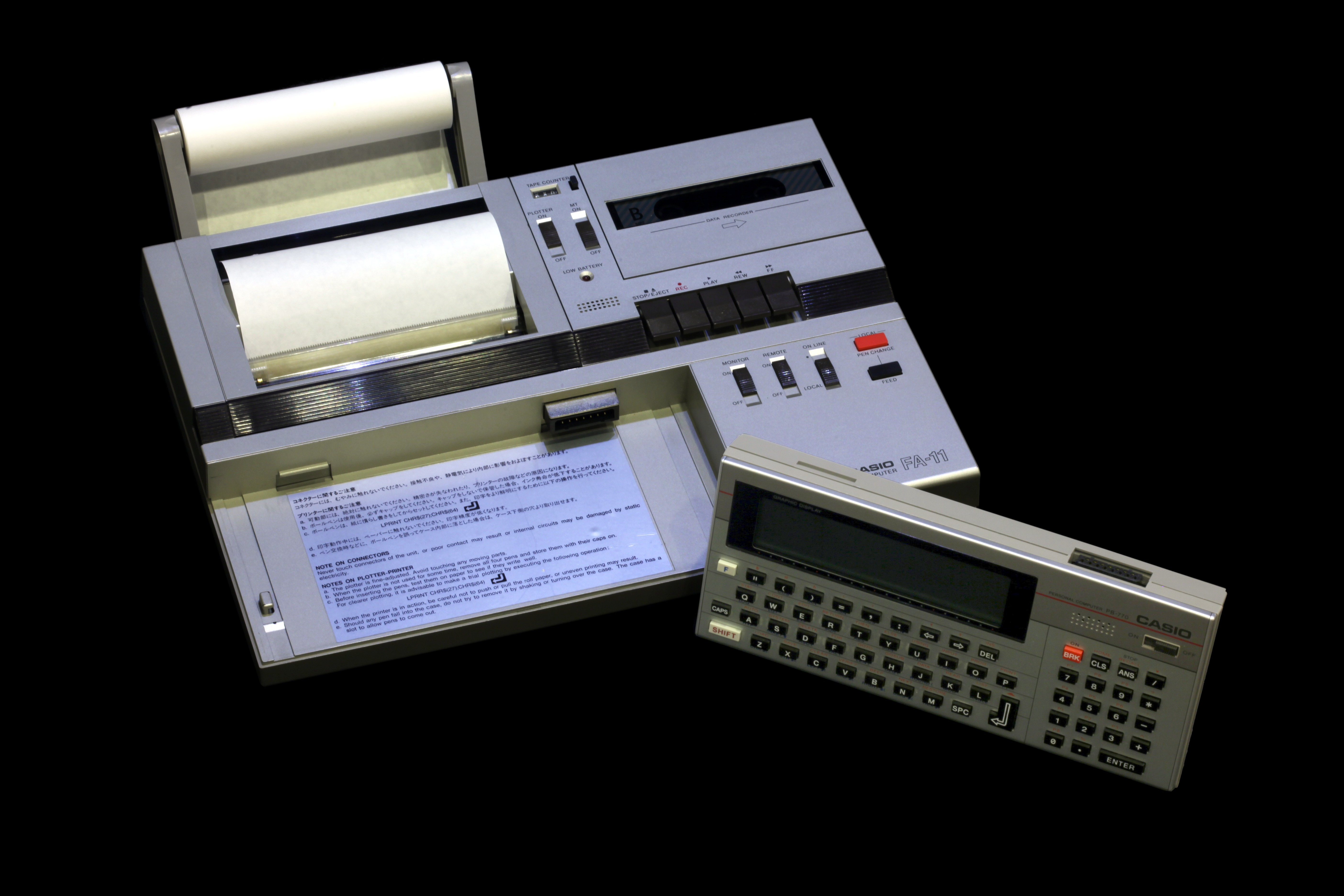
Casio PB-770 mit Multifunktions-Dockingstation

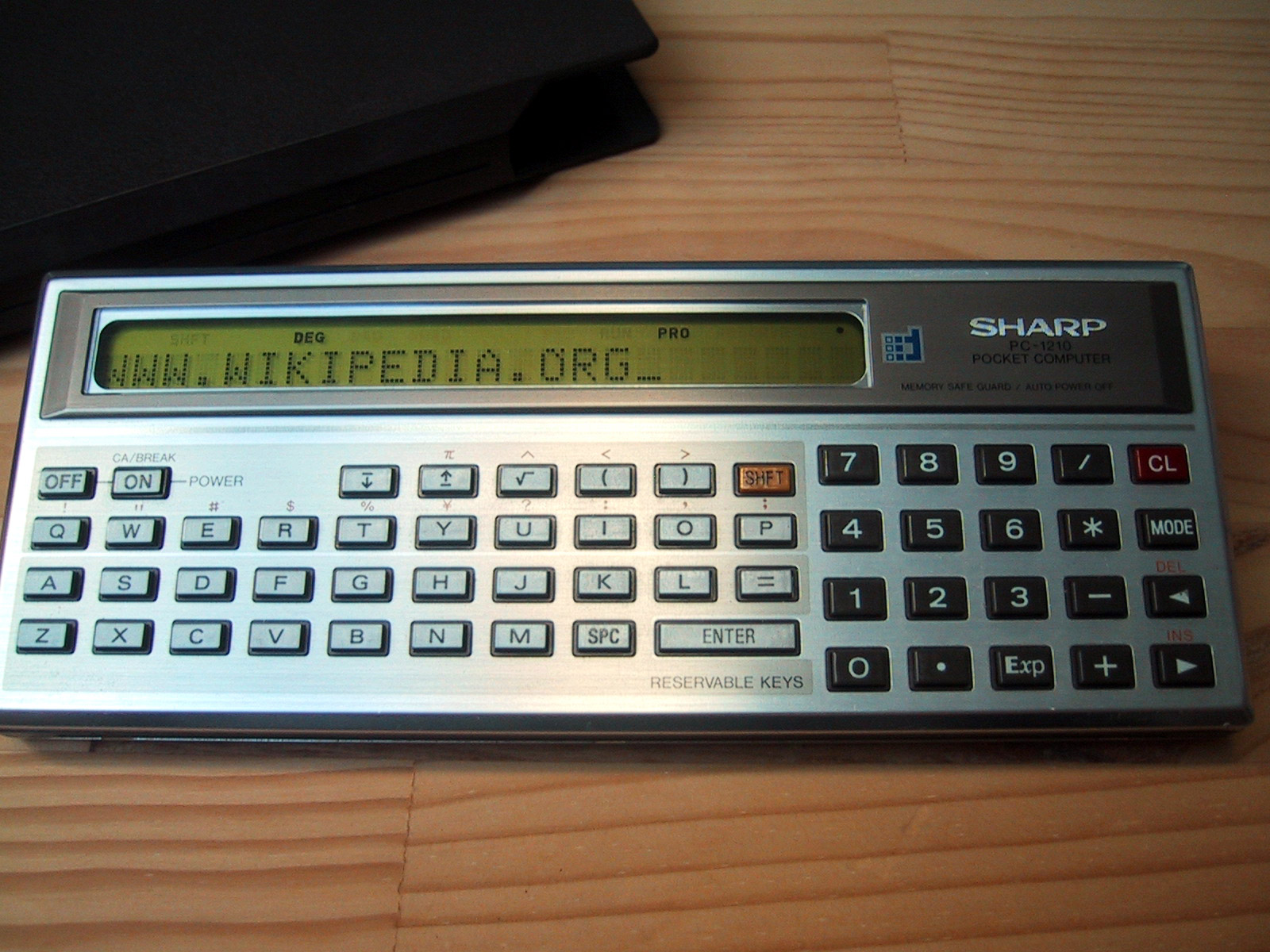
Sharp PC-1210 Pocket Computer

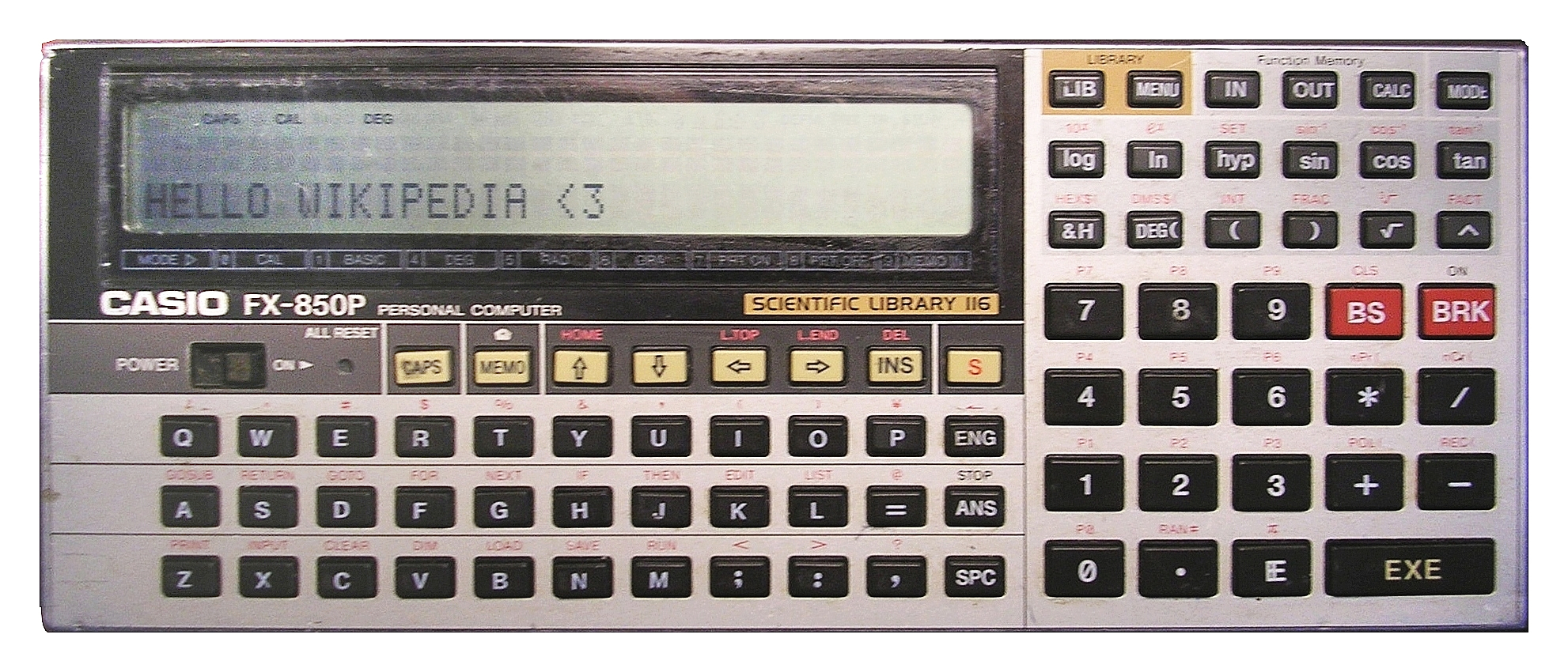
Casio FX-850P

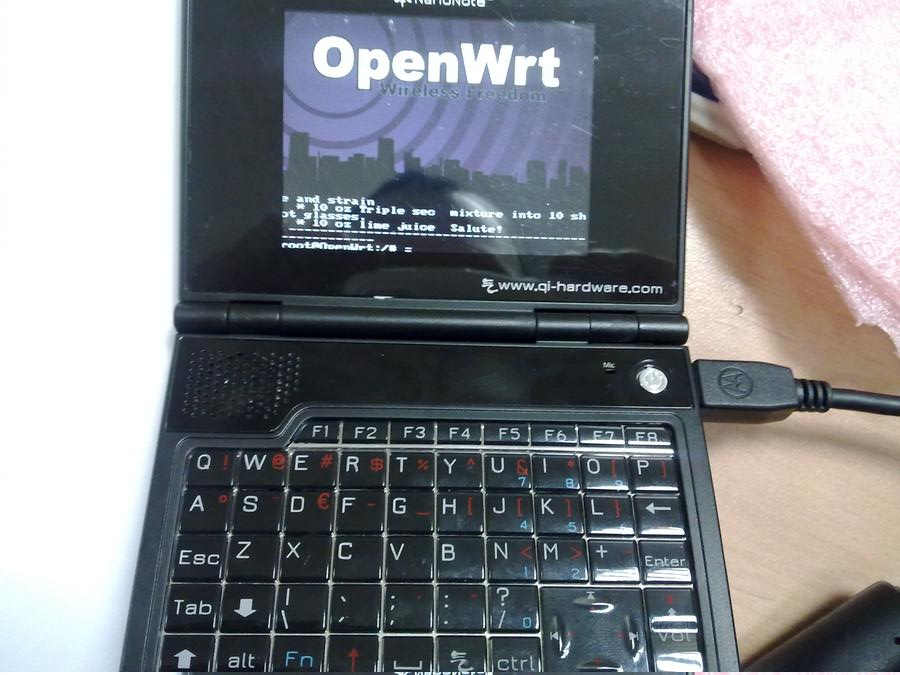
Ben NanoNote

Pocket-Computer (‚Taschencomputer‘) ist die Bezeichnung für BASIC-programmierbare – teilweise auch grafikfähige – Kleincomputer, welche Anfang der 1980er Jahre auf den Markt gebracht wurden.

## Geschichte
Im Jahre 1977 brachte Sharp mit dem PC-1201 seinen ersten programmierbaren Taschenrechner unter der Bezeichnung POCKET COMPUTER auf den Markt. Mit dem Modell EL 5100 folgte ein programmierbarer Taschenrechner im Querformat (2½"×7"×½" EL 5100). Diese Bauform ermöglichte ein einzeiliges LCD mit erstmals 24 Zeichen, als weitere Innovation, Platz für (zehn) „ABC“-Tasten. Mit dem PC-1211 folgte eine QWERTY-Tastatur. So gilt der Sharp PC-1211, eingeführt im Jahre 1980, heute als erster Pocket-Computer.
Es gab aber Ausnahmen: Z. B. der Casio FX-702P besitzt eine alphabetische Tastatur.
Bis zu diesem Zeitpunkt waren die Sprachen der programmierbaren Taschenrechner (zum Beispiel TI-59) stets hersteller- beziehungsweise modellgebunden. Pocket-Computer konnten erstmals herstellerunabhängig Programme verarbeiten, welche in der damals sehr populären Programmiersprache BASIC erstellt waren.
Zur Markteinführung gegen Ende 1980 waren diese Rechner durch den niedrigen Einstiegspreis (ab ca. 330 DM) und die gute Verfügbarkeit (die Geräte konnten z. B. im Versandhandel bestellt werden) auch eine preisgünstige Alternative für Computereinsteiger.

## Typische technische Daten (1980)
- RAM: 0,9 kB bis 1,9 kB (PC-1211)
- ROM: 11 kB
- CPU: 256 kHz / 4 bit
- Anzeige: 24-stellige Punktmatrixanzeige in LCD-Technik (5×7-Matrix), über die Zahlen, Großbuchstaben und Sonderzeichen dargestellt werden können, jedoch keine Grafik. Berechnungen werden mit maximal zehnstelliger Mantisse und zweistelligem Exponenten dargestellt.
- Ton: piezoelektrischer Summer für einfache Signaltöne, ansprechbar über den BASIC-Befehl BEEP
- Tastatur: QWERTY-Tastatur sowie Zehnerblock und Sonderfunktionstasten
- Stromversorgung: 5,4 Volt Gleichstrom über vier Quecksilberoxid-Zink-Batterien vom Typ MR-44 für eine Betriebsdauer von etwa 300 Stunden.
- Preis (1980) ab ca. 330 DM

## Liste von Pocket-Computern

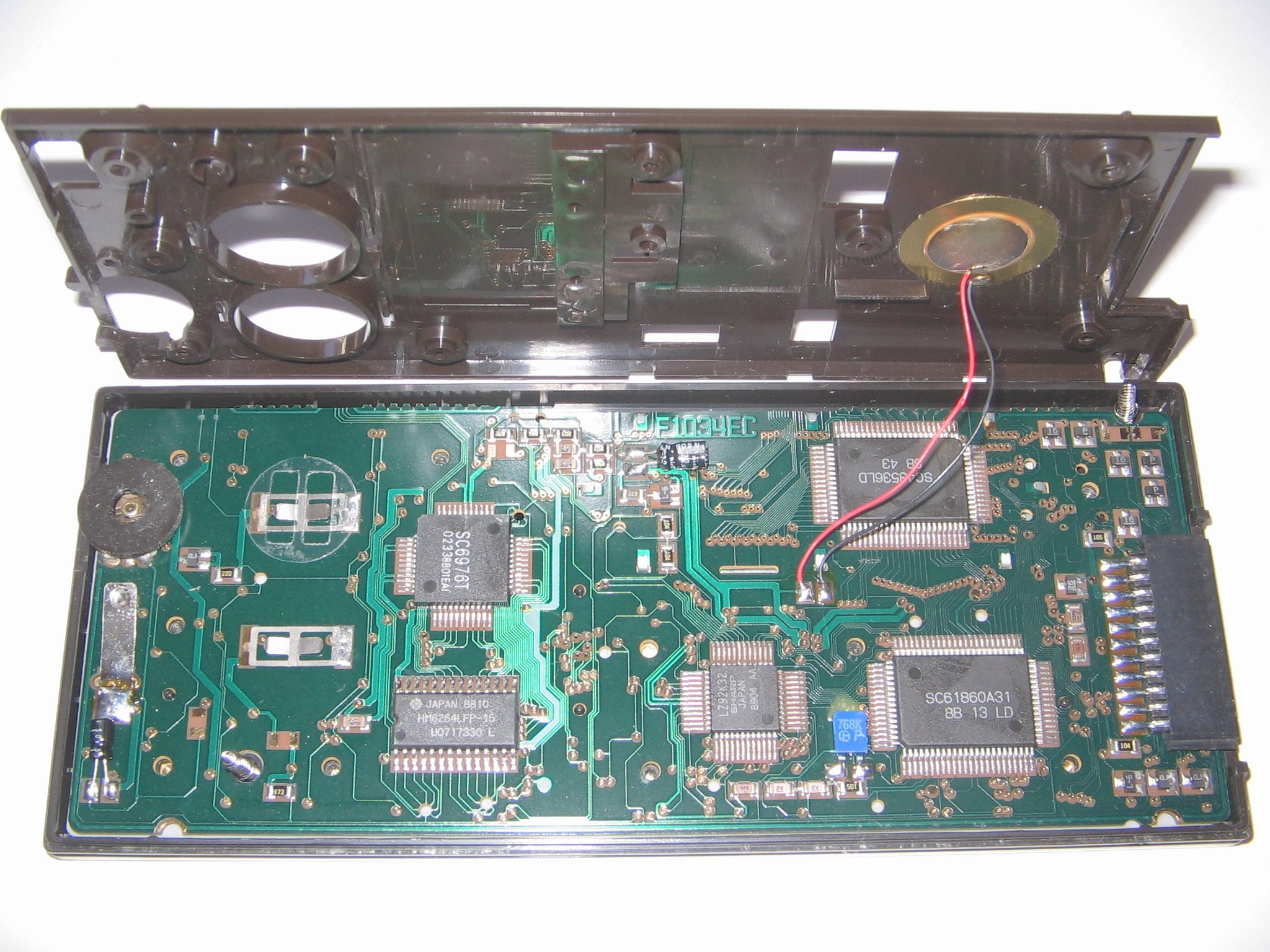
Geöffneter Taschencomputer (Sharp PC-1403)

| Hersteller               | Modelle |
| ------------------------ | --- |
| Casio                    | FX-700P, FX-702P, FX-710P, FX-720P, FX-730P, FX-750P, FX-785P, FX-790P, FX-795P, FX-802P, FX-820P, FX-840P, FX-850P, FX-880P, FX-890P, PB-80, PB-100, PB-500F, PB-770, PB-1000, PB-2000C |
| Elektronika              | MK 85, MK-85M, MK-90, MK-95, MK-98 |
| Hewlett-Packard          | HP-75C, HP-71B |
| Kikuichi                 | PC-A10, PC-A2 |
| Nixdorf Computer         | LK 3000 |
| Olympia Business Systems | OL-H004 |
| Panasonic                | RL-H1400 HHC (auch verkauft als Quasar HK-2600TE), RL-H1800 HHC |
| Qi hardware              | Ben NanoNote |
| Sharp                    | PC-1210 & 1211, PC-1246S, PC-1500, PC-1430, PC-1401, PC-1403, PC-1405G, PC-1260, PC-1261, PC-1262, PC-1280, PC-1350, PC-1360, PC-1460, PC-1475, PC-E220, PC-E500(S)                      |
| Tandy Pocket Computer    | range |
| Texas Instruments        | TI-74, TI-74S |
| Toshiba                  | IHC-8000 system |